# Waverley (Birmingham)
Waverley is een historisch merk van motorfietsen.
De bedrijfsnaam was: Waverley Motors, Aston, Birmingham.
Het was een Engels merk dat door Harry Cox ontworpen motorfietsen met 269cc-Peco-tweetaktmotoren en 346- en 496cc-Blackburne-zijkleppers maakte. In 1921 begon de productie met drie modellen die geleverd werden met directe riemaandrijving vanaf de krukas, maar ook met een chain-cum-belt aandrijving met een korte ketting naar de Albion-tweeversnellingsbak en riemaandrijving naar het achterwiel. Die laatste machines konden ook voorzien worden van een kickstarter. Er was in dat jaar ook al een model met een 348cc-Blackburne zijklepmotor en een Burman-tweeversnellingsbak. In 1922 volgden een 348cc-tweetaktmodel en een 499cc-model met drie versnellingen. De productie eindigde in 1923.